# 斯拉布敦 (印地安納州)
斯拉布敦（英語：Slabtown）是位於美國印地安納州第開特縣的一個非建制地區。該地的面積和人口皆未知。

## 地理
斯拉布敦的座標為39°16′42″N 85°24′05″W / 39.27833°N 85.40139°W，而該地的平均海拔高度為298米（即978英尺）。